# Anna Sofia Gustafsson
Anna Sofia Gustafsson, tidigare Karlsson, född 14 juni 1863 i Floda församling, Södermanlands län, död 3 september 1929 i Sköldinge församling, Södermanlands län, var en svensk folkmusiker.

## Biografi
Anna Sofia Gustafsson föddes 1863 i Floda socken. Hon var en svensk sångare och hade lärs sig sånger av sin mormor Sofia Ulrika Gustafsson. Gustafsson avled 1929.

## Upptecknade låtar
Gustafssons låtar upptecknades av Nils Dencker.
- Andlig visa "Till himmelen, dit längtar jag".[3]
- Hälsningssång "Gode mojon, gode mojon, både kvinna och man".[3]
- Staffans visa "Staffan var en stalle dräng".[3]
- Visa om stjärnan "Vi följa denna stjärnan så hjärtligt i dag".[3]
- Visan om gåvor "De hedningar som kommo ifrån Österland".[3]
- Tackvisa "Och nu så sjunga vi för spelemannen vår".[3]
- Vaggvisa "Skattan satt på taket".[3]
- Visa "Jag stod på mina skridskor".[3]